# Desmodium illinoense
Desmodium illinoense är en ärtväxtart som beskrevs av Asa Gray. Desmodium illinoense ingår i släktet Desmodium och familjen ärtväxter. Inga underarter finns listade i Catalogue of Life.